# Oleg Grabar
Pour les articles homonymes, voir Grabar.
Oleg Grabar (né à Strasbourg le 3 novembre 1929 et mort à Princeton, New Jersey, le 8 janvier 2011) est un archéologue et historien de l'art, spécialisé dans l'histoire des arts de l'Islam. Il était naturalisé américain depuis 1960. 

## Biographie
Fils du byzantiniste André Grabar, Oleg Grabar mène des études de langues orientales et d’histoire de l’art, tout d’abord à Paris, où il passe une licence d’histoire en 1948. Il part ensuite pour les États-Unis afin d’étudier à Harvard (B.A. en 1950) puis à l’université de Princeton, où il obtient en 1955 un doctorat en littérature et histoire de l’art orientales. 
Il commence en 1954 une carrière de professeur, à l’université du Michigan (1954-69). Il enseigne ensuite, à partir de 1969, à Harvard, où il devient en 1980 le premier titulaire de la chaire de l'Aga Khan. Ce poste l'entraîne à diriger, de 1983 à 1991, la revue Muqarnas, consacrée à l'architecture et aux arts visuels de l'islam et publiée par le Programme Aga Khan pour l'architecture islamique. À partir de 1990, il enseigne à la School of Historical Studies de l’Institute for Advanced Study de Princeton, et il en a été professeur émérite à partir de 1998. Il a aussi été directeur de l’Institut Albright de recherches archéologiques de Jérusalem. 
En 2001, Oleg Grabar est chargé par l'UNESCO d'une mission d'inspection des fouilles du Mont de Temple à Jérusalem.
Oleg Grabar fut aussi correspondant étranger de l’Académie des Inscriptions et Belles-Lettres de Paris, membre de l'American Academy of Arts and Sciences, de l'American Philosophical Society et de la Medieval Academy of America, membre honoraire que l'Université autrichienne, et corresponing fellow de la British Academy. 
La médaille Giorgio Levi Della Vida lui a été remise en 1996 par l'université de Californie. Il est également titulaire de la médaille Charles Lang Freer, décernée en 2001 par la Smithsonian Institution « pour ses contributions brillantes à la connaissance et à la compréhension des civilisations orientales telles qu’elles paraissent dans leurs arts ». En 2005, il a obtenu un Distinguished Lifetime Achievement Award for Writing in Art du College Art Association.
Il est mort à Princeton le 8 janvier 2011.

## Activité de recherche
Les champs de recherche d'Oleg Grabar sont multiples. S'intéressant aux premiers siècles de l'islam, il a dirigé les fouilles du château Qasr al-Hayr al-Sharqi, en Syrie, mais il s'est aussi signalé comme l'un des meilleurs spécialistes du Dôme du Rocher de Jérusalem, depuis son article « The Umayyad Dome of the Rock In Jerusalem ». La formation de l'art islamique, ouvrage paru en 1973 en anglais, et réédité depuis, fait un point sur ces recherches. 
Oleg Grabar s'est également intéressé à la peinture persane, à laquelle il a consacré un essai (La peinture persane, Paris : PUF, 1993). Il a participé, avec Sheila Blair, à une étude sur le manuscrit du Grand Shah Nameh Mongol. 
Son ouvrage Penser l'art islamique, une esthétique de l'ornement est une réflexion sur la nature de l'art islamique.

### Ouvrages
- Ceremonial and art at the Umayyad Court. Ann Arbor : Ashgate, 1955. (thèse de doctorat en philosophie soutenue à l'université de Princeton)
- The coinage of the Tūlūnids. New-York : American Numismatic Society, 1957.
- Persian Art Before and after mongol conquest. Ann Arbor, University of Michigan Museum of Art, 1959
- The Formation of Islamic Art. New Haven, Londres : Yale University Press, 1973. (Traduit en français sous le titre La formation de l'art islamique, réédité en anglais en 1987, en français en 2000)
- City in the desert: Qasr al-Hayr East. An account of excavations carried out at Qasr al-Hayr East. Cambridge : Harvard University Press, 1978.
- The Alhambra. Londres : Alen Lane, 1978. (réédité en anglais en 1992)
- Avec Sheila Blair.  Epic images and contemporary history: the illustrations of the Great Mongol Shahnama. Chicago : University of Chicago Press, 1980.
- Avec Richard Ettinghausen. Islamic Art and Architecture, 650-1250. Harmondsworth : Penguin Books, 1987. (réédité en 1994 et avec Marilyn Jenkins-Madina en 2001)
- The great mosque of Isfahan. Londres : Tauris, 1990.
- The Mediation of Ornement. Washington : National Gallery of Art, 1992. (Traduit en français sous le titre L'ornement, formes en fonctions dans l'art islamique, 1996)
- Penser l'art islamique : une esthétique de l'ornement. Paris : Albin Michel, 1996.
- The dome of the Rock. New-York : Rizzoli, 1996. (Traduit en français sous le titre Le dôme du Rocher, Joyau de Jérusalem en 1997)
- The shape of the holy : early islamic Jerusalem. Princeton : Princeton University Press, 1996.
- La peinture persane : une introduction. Paris : PUF, 1999.
- Mostly Miniatures: An Introduction to Persian Painting. Princeton : Princeton University Press, 2001.
- Images en terres d'Islam. Paris : RMN, 2009.

Ses articles sont en partie regroupés dans 
- Studies in Medieval Islamic Art. Londres : Variorum reprints, 1976
- Constructing the Study of Islamic Art. Aldershot / Burlington : Ashgate / Variorum, 2005. (4 vols)

### Articles
- « De l’ornement et de ses définitions », Perspective, 1 | 2010, 5-7 [mis en ligne le 14 août 2013, consulté le 31 janvier 2022. URL : http://journals.openedition.org/perspective/1195 ; DOI : https://doi.org/10.4000/perspective.1195].

## Commissariat d'expositions
- Sasanian silver : late antique and early Mediaeval arts of luxury from Iran. Exposition au musée de l'université de Michigan, août-septembre 1967.